# Caren Kemner
Caren Marie Alexis Kemner, född 16 april 1965 i Quincy i Illinois, är en amerikansk före detta volleybollspelare.
Kemner blev olympisk bronsmedaljör i volleyboll vid sommarspelen 1992 i Barcelona. Efter avslutat spelarkarriär blev hon volleybolltränare.